# Краснохты
Краснохты́ — река в России, протекает по Учалинскому району Республики Башкортостан. Устье реки находится в 431 км по правому берегу реки Уй, около Тунгатарово. Длина реки составляет 20 км.

## Данные водного реестра
По данным государственного водного реестра России относится к Иртышскому бассейновому округу, водохозяйственный участок реки — Тобол от истока до впадения реки Уй, без реки Увелька, речной подбассейн реки — Тобол. Речной бассейн реки — Иртыш.

## Населённые пункты
- Абзаково

## Притоки
- Коза Ульген
- Шарбаши